# Среднекрасилово
Среднекрасилово — село в Заринском районе Алтайского края России. Входит в состав Гоношихинского сельсовета.

## География
Расположен в северо-восточной части края, при впадении в реку Чумыш её притока — р. Бердюжиха.
уличная сеть
Состоит из шести улиц, отображающих географическое положение, инфраструктуру села: Береговая ул., Заречная ул., Молодёжная ул., Набережная ул., Центральная ул., Школьная ул.
Климат
континентальный. Средняя температура января −17,7 °C, июля +19,2 °C. Годовое количество атмосферных осадков — 450 мм.

## История
Село входит в муниципальное образование «Гоношихинский сельсовет» согласно муниципальной и административно-территориальной реформе 2007 года.

## Население
| 1997 | 1998 | 1999 | 2000 | 2001 | 2002 | 2003 | 2004 | 2005 |
| ---- | ---- | ---- | ---- | ---- | ---- | ---- | ---- | ---- |
| 495  | ↘491 | ↘468 | ↗505 | ↘490 | ↗491 | ↘484 | ↘476 | ↘459 |
| 2006 | 2007 | 2008 | 2009 | 2010 | 2011 | 2012 | 2013 |      |
| ↘429 | ↗441 | ↘427 | ↘425 | ↘410 | →410 | ↘394 | ↘383 |      |

национальный состав
Согласно результатам переписи 2002 года, в национальной структуре населения русские составляли 91 % от 480 жителей.

## Инфраструктура
«Среднекрасиловская основная общеобразовательная школа».
Фельдшерско-акушерский пункт
Экономика
Основное направление — сельское хозяйство.

## Транспорт
Село доступно по автодороге общего пользования межмуниципального значения «а/д К-15 — Гоношиха — Среднекрасилово» (идентификационный номер 01 ОП МЗ 01Н-1307) протяженностью 20,100 км.